# Tranquility Base Hotel & Casino Tour
Tranquility Base Hotel & Casino Tour fue una gira musical de la banda británica Arctic Monkeys. La gira comenzó el 2 de mayo de 2018 con un concierto en la ciudad de San Diego y culminó un año después en Colombia. Esta fue la primera gira del grupo desde AM Tour del 2013.

## Trasfondo
Arctic Monkeys anunció sus primeros shows para Estados Unidos el 12 de marzo de 2018. El 5 de abril, informaron sobre el lanzamiento de su sexto álbum de estudio, Tranquility Base Hotel & Casino, lanzado el mes siguiente. Las fechas del Reino Unido e Irlanda fueron liberadas el 9 de abril, pero debido a la alta demanda se anunciaron fechas adicionales. En noviembre, el grupo anunció fechas finales de tour para América Latina.

## Lista de canciones
1. "Four Out of Five"
2. "Brianstorm"
3. "Crying Lightning"
4. "Don't Sit Down 'Cause I've Moved Your Chair"
5. "505"
6. "Tranquility Base Hotel & Casino"
7. "Snap Out Of It"
8. "Do Me A Favour"
9. "Cornerstone"
10. "Why'd You Only Call Me When You're High?"
11. "One Point Perspective"
12. "Do I Wanna Know"
13. "Knee Socks"
14. "Arabella"
15. "I Bet You Look Good on the Dancefloor"
16. "One for the Road"
17. "Pretty Visitors"

Encore:
1. "The View from the Afternoon"
2. "Star Treatment"
3. "R U Mine?"

## Fechas
| Fecha                    | Ciudad            | País           | Recinto                          | Entradas Vendidas/Disponibles | Recaudación |
| ------------------------ | ----------------- | -------------- | -------------------------------- | ----------------------------- | ----------- |
| Norteamérica             |                   |                |                                  |                               |             |
| 2 de mayo de 2018        | San Diego         | Estados Unidos | The Observatory North Park       | -                             | -           |
| 3 de mayo de 2018        | San Diego         | Estados Unidos | The Observatory North Park       | -                             | -           |
| 5 de mayo de 2018        | Los Ángeles       | Estados Unidos | Hollywood Forever Cemetery       | -                             | -           |
| 9 de mayo de 2018        | Brooklyn          | Estados Unidos | Brooklyn Steel                   | -                             | -           |
| Europa                   |                   |                |                                  |                               |             |
| 22 de mayo de 2018       | Berlín            | Alemania       | Columbiahalle                    | -                             | -           |
| 23 de mayo de 2018       | Berlín            | Alemania       | Columbiahalle                    | -                             | -           |
| 26 de mayo de 2018       | Roma              | Italia         | Cavea Auditorium                 | -                             | -           |
| 27 de mayo de 2018       | Roma              | Italia         | Cavea Auditorium                 | -                             | -           |
| 29 de mayo de 2018       | París             | Francia        | Zénith                           | -                             | -           |
| 30 de mayo de 2018       | París             | Francia        | Zénith                           | -                             | -           |
| 2 de junio de 2018       | Barcelona         | España         | Parc del Fòrum                   | Festival                      | Festival    |
| 4 de junio de 2018       | Milán             | Italia         | Mediolanum Forum                 | -                             | -           |
| 7 de junio de 2018       | Londres           | Reino Unido    | Royal Albert Hall                | -                             | -           |
| 8 de junio de 2018       | Hilvarenbeek      | Países Bajos   | Beekse Bergen                    | Festival                      | Festival    |
| Norteamérica             |                   |                |                                  |                               |             |
| 15 de junio de 2018      | Dover             | Estados Unidos | Dover International Speedway     | Festival                      | Festival    |
| 16 de junio de 2018      | Raleigh           | Estados Unidos | Red Hat Amphitheater             | -                             | -           |
| 18 de junio de 2018      | Nashville         | Estados Unidos | Ascend Amphitheater              | -                             | -           |
| 19 de junio de 2018      | Atlanta           | Estados Unidos | Buckhead Theatre                 | -                             | -           |
| Europa                   |                   |                |                                  |                               |             |
| 22 de junio de 2018      | Neuhausen ob Eck  | Alemania       | Neuhausen ob Eck Airfield        | Festival                      | Festival    |
| 24 de junio de 2018      | Scheeßel          | Alemania       | Eichenring                       | Festival                      | Festival    |
| 26 de junio de 2018      | Düsseldorf        | Alemania       | Mitsubishi Electric Halle        | -                             | -           |
| 27 de junio de 2018      | Copenhague        | Dinamarca      | Royal Arena                      | -                             | -           |
| 1 de julio de 2018       | Glasgow           | Reino Unido    | Glasgow Green                    | Festival                      | Festival    |
| 4 de julio de 2018       | Gdynia            | Polonia        | Gdynia-Kosakowo Airport          | Festival                      | Festival    |
| 6 de julio de 2018       | Malakasa          | Grecia         | Terra Vibe Park                  | Festival                      | Festival    |
| 8 de julio de 2018       | Werchter          | Bélgica        | Werchter Festivalpark            | Festival                      | Festival    |
| 10 de julio de 2018      | Lyon              | Francia        | Ancient Theatre of Fourvière     | Festival                      | Festival    |
| 12 de julio de 2018      | Lisboa            | Portugal       | Passeio Marítimo de Algés        | Festival                      | Festival    |
| 13 de julio de 2018      | Madrid            | España         | Espacio Mad Cool Valdebebas      | Festival                      | Festival    |
| Norteamérica             |                   |                |                                  |                               |             |
| 24 de julio de 2018      | Nueva York        | Estados Unidos | Forest Hills Stadium             | -                             | -           |
| 25 de julio de 2018      | Canandaigua       | Estados Unidos | CMAC Performing Arts Center      | -                             | -           |
| 27 de julio de 2018      | Boston            | Estados Unidos | TD Garden                        | -                             | -           |
| 28 de julio de 2018      | Washington D. C.  | Estados Unidos | The Anthem                       | 12,000 / 12,000               | $656,030    |
| 29 de julio de 2018      | Washington D. C.  | Estados Unidos | The Anthem                       | 12,000 / 12,000               | $656,030    |
| 31 de julio de 2018      | Pittsburgh        | Estados Unidos | Petersen Events Center           | -                             | -           |
| 1 de agosto de 2018      | Detroit           | Estados Unidos | Masonic Temple Theater           | -                             | -           |
| 2 de agosto de 2018      | Chicago           | Estados Unidos | Grant Park                       | Festival                      | Festival    |
| 4 de agosto de 2018      | Montreal          | Canadá         | Parc Jean-Drapeau                | Festival                      | Festival    |
| 5 de agosto de 2018      | Toronto           | Canadá         | Scotiabank Arena                 | -                             | -           |
| Europa                   |                   |                |                                  |                               |             |
| 8 de agosto de 2018      | Oslo              | Noruega        | Tøyen Park                       | Festival                      | Festival    |
| 9 de agosto de 2018      | Gotemburgo        | Suecia         | Slottsskogen                     | Festival                      | Festival    |
| 11 de agosto de 2018     | Helsinki          | Finlandia      | Suvilahti                        | Festival                      | Festival    |
| 14 de agosto de 2018     | Budapest          | Hungría        | Isla de Óbuda                    | Festival                      | Festival    |
| 6 de septiembre de 2018  | Mánchester        | Reino Unido    | Manchester Arena                 | 31,627 / 31,831               | $2,456,500  |
| 7 de septiembre de 2018  | Mánchester        | Reino Unido    | Manchester Arena                 | 31,627 / 31,831               | $2,456,500  |
| 9 de septiembre de 2018  | Londres           | Reino Unido    | The O2 Arena                     | 73,084 / 75,871               | $5,645,980  |
| 10 de septiembre de 2018 | Londres           | Reino Unido    | The O2 Arena                     | 73,084 / 75,871               | $5,645,980  |
| 12 de septiembre de 2018 | Londres           | Reino Unido    | The O2 Arena                     | 73,084 / 75,871               | $5,645,980  |
| 13 de septiembre de 2018 | Londres           | Reino Unido    | The O2 Arena                     | 73,084 / 75,871               | $5,645,980  |
| 15 de septiembre de 2018 | Birmingham        | Reino Unido    | Arena Birmingham                 | -                             | -           |
| 16 de septiembre de 2018 | Birmingham        | Reino Unido    | Arena Birmingham                 | -                             | -           |
| 18 de septiembre de 2018 | Sheffield         | Reino Unido    | FlyDSA Arena                     | -                             | -           |
| 19 de septiembre de 2018 | Sheffield         | Reino Unido    | FlyDSA Arena                     | -                             | -           |
| 21 de septiembre de 2018 | Sheffield         | Reino Unido    | FlyDSA Arena                     | -                             | -           |
| 22 de septiembre de 2018 | Sheffield         | Reino Unido    | FlyDSA Arena                     | -                             | -           |
| 24 de septiembre de 2018 | Dublín            | Irlanda        | 3Arena                           | -                             | -           |
| 25 de septiembre de 2018 | Dublín            | Irlanda        | 3Arena                           | -                             | -           |
| 27 de septiembre de 2018 | Newcastle         | Reino Unido    | Metro Radio Arena                | -                             | -           |
| 28 de septiembre de 2018 | Newcastle         | Reino Unido    | Metro Radio Arena                | -                             | -           |
| Norteamerica             |                   |                |                                  |                               |             |
| 7 de octubre de 2018     | Austin            | Estados Unidos | Zilker Park                      | Festival                      | Festival    |
| 9 de octubre de 2018     | Dallas            | Estados Unidos | South Side Ballroom              | -                             | -           |
| 10 de octubre de 2018    | Oklahoma City     | Estados Unidos | The Criterion                    | -                             | -           |
| 12 de octubre de 2018    | Houston           | Estados Unidos | Revention Music Center           | -                             | -           |
| 14 de octubre de 2018    | Austin            | Estados Unidos | Zilker Park                      | Festival                      | Festival    |
| 16 de octubre de 2018    | Los Ángeles       | Estados Unidos | Hollywood Bowl                   | -                             | -           |
| 17 de octubre de 2018    | Los Ángeles       | Estados Unidos | Hollywood Bowl                   | -                             | -           |
| 19 de octubre de 2018    | Santa Bárbara     | Estados Unidos | Santa Barbara Bowl               | -                             | -           |
| 20 de octubre de 2018    | San Francisco     | Estados Unidos | Bill Graham Civic Auditorium     | -                             | -           |
| 21 de octubre de 2018    | San Francisco     | Estados Unidos | Bill Graham Civic Auditorium     | -                             | -           |
| 23 de octubre de 2018    | Seattle           | Estados Unidos | WaMu Theater                     | -                             | -           |
| 24 de octubre de 2018    | Portland          | Estados Unidos | Veterans Memorial Coliseum       | -                             | -           |
| 25 de octubre de 2018    | Vancouver         | Canadá         | Coliseo del Pacífico             | -                             | -           |
| 27 de octubre de 2018    | Nueva Orleans     | Estados Unidos | City Park                        | Festival                      | Festival    |
| Oceania                  |                   |                |                                  |                               |             |
| 23 de febrero de 2019    | Perth             | Australia      | RAC Arena                        | 7,881 / 8,500                 | $517,264    |
| 26 de febrero de 2019    | Melbourne         | Australia      | Rod Laver Arena                  | 19,454 / 19,454               | $1,309,330  |
| 27 de febrero de 2019    | Melbourne         | Australia      | Rod Laver Arena                  | 19,454 / 19,454               | $1,309,330  |
| 1 de marzo de 2019       | Sídney            | Australia      | Qudos Bank Arena                 | 20,110 / 20,110               | $1,350,187  |
| 2 de marzo de 2019       | Sídney            | Australia      | Qudos Bank Arena                 | 20,110 / 20,110               | $1,350,187  |
| 3 de marzo de 2019       | Brisbane          | Australia      | Brisbane Entertainment Centre    | 6,122 / 7,578                 | $409,266    |
| 6 de marzo de 2019       | Auckland          | Nueva Zelanda  | Spark Arena                      | 11,993 / 12,180               | $804,852    |
| Latinoamérica            |                   |                |                                  |                               |             |
| 22 de marzo de 2019      | Monterrey         | México         | Parque Fundidora                 | Festival                      | Festival    |
| 24 de marzo de 2018      | Ciudad de México  | México         | Foro Sol                         | 64,467 / 64,467               | $3,490,224  |
| 26 de marzo de 2019      | Lima              | Perú           | Jockey Club del Perú (Parcela H) | 21,400 / 21,400               | $1,423,056  |
| 28 de marzo de 2019      | Asunción          | Paraguay       | Espacio Idesa                    | Festival                      | Festival    |
| 30 de marzo de 2019      | Buenos Aires      | Argentina      | Hipódromo de San Isidro          | Festival                      | Festival    |
| 31 de marzo de 2019      | Santiago de Chile | Chile          | Parque O'Higgins                 | Festival                      | Festival    |
| 3 de abril de 2019       | Río de Janeiro    | Brasil         | Jeunesse Arena                   | -                             | -           |
| 5 de abril de 2019       | São Paulo         | Brasil         | Autódromo José Carlos Pace       | Festival                      | Festival    |
| 7 de abril de 2019       | Bogotá            | Colombia       | Campo de Golf Briceño 18         | Festival                      | Festival    |
| Total                    | Total             | Total          | Total                            | -                             | $           |